# Valpuiseaux
Valpuiseaux és un municipi francès, situat al departament de l'Essonne i a la regió de Illa de França. L'any 2007 tenia 610 habitants.
Forma part del cantó d'Étampes, del districte d'Étampes i de la Comunitat d'aglomeració de l'Étampois Sud-Essonne.

## Demografia

### Població
El 2007 la població de fet de Valpuiseaux era de 610 persones. Hi havia 226 famílies, de les quals 40 eren unipersonals (16 homes vivint sols i 24 dones vivint soles), 85 parelles sense fills, 85 parelles amb fills i 16 famílies monoparentals amb fills.
La població ha evolucionat segons el següent gràfic:
Habitants censats

### Habitatges
El 2007 hi havia 297 habitatges, 226 eren l'habitatge principal de la família, 64 eren segones residències i 7 estaven desocupats. 295 eren cases i 2 eren apartaments. Dels 226 habitatges principals, 202 estaven ocupats pels seus propietaris, 17 estaven llogats i ocupats pels llogaters i 6 estaven cedits a títol gratuït; 15 tenien dues cambres, 29 en tenien tres, 51 en tenien quatre i 131 en tenien cinc o més. 195 habitatges disposaven pel capbaix d'una plaça de pàrquing. A 83 habitatges hi havia un automòbil i a 132 n'hi havia dos o més.

### Piràmide de població
La piràmide de població per edats i sexe el 2009 era:
| Homes | Edats   | Dones |
| ----- | ------- | ----- |
| 0     | 95 o +  | 0     |
| 0     | 90 a 94 | 0     |
| 0     | 85 a 89 | 8     |
| 0     | 80 a 84 | 8     |
| 8     | 75 a 79 | 12    |
| 12    | 70 a 74 | 12    |
| 16    | 65 a 69 | 8     |
| 12    | 60 a 64 | 16    |
| 12    | 55 a 59 | 20    |
| 24    | 50 a 54 | 12    |
| 28    | 45 a 49 | 20    |
| 32    | 40 a 44 | 16    |
| 24    | 35 a 39 | 24    |
| 12    | 30 a 34 | 24    |
| 4     | 25 a 29 | 0     |
| 4     | 20 a 24 | 0     |
| 24    | 15 a 19 | 12    |
| 24    | 10 a 14 | 32    |
| 12    | 5 a 9   | 8     |
| 24    | 0 a 4   | 12    |

## Economia
El 2007 la població en edat de treballar era de 392 persones, 292 eren actives i 100 eren inactives. De les 292 persones actives 273 estaven ocupades (160 homes i 113 dones) i 18 estaven aturades (4 homes i 14 dones). De les 100 persones inactives 38 estaven jubilades, 34 estaven estudiant i 28 estaven classificades com a «altres inactius».

### Ingressos
El 2009 a Valpuiseaux hi havia 227 unitats fiscals que integraven 600 persones, la mediana anual d'ingressos fiscals per persona era de 24.483 €.

### Activitats econòmiques
Dels 11 establiments que hi havia el 2007, 5 eren d'empreses de construcció, 2 d'empreses de comerç i reparació d'automòbils, 1 d'una empresa d'informació i comunicació, 1 d'una empresa financera i 2 d'empreses de serveis.
Dels 5 establiments de servei als particulars que hi havia el 2009, 1 era un paleta, 1 fusteria, 2 electricistes i 1 empresa de construcció.
L'any 2000 a Valpuiseaux hi havia 11 explotacions agrícoles que ocupaven un total de 1.111 hectàrees.

## Equipaments sanitaris i escolars
El 2009 hi havia una escola elemental integrada dins d'un grup escolar amb les comunes properes formant una escola dispersa.

## Poblacions més properes
El següent diagrama mostra les poblacions més properes.